# 1700 La Poste
Pour les articles homonymes, voir La Poste.
 (mars 2025).
Le 1700 La Poste est un centre d'exposition privé et de diffusion de l'art contemporain à Montréal. Inauguré en 2013, le centre d'exposition met fin à ses activités le 24 février 2025. 

## Historique
Construit en 1913 selon les plans de David Jerome Spence (1876-1955), architecte responsable de plusieurs édifices montréalais, le bâtiment à colonnes sert d'abord de bureau de poste, connu sous le nom de Station postale F. Il vise à desservir la population du quartier de la Petite-Bourgogne, alors en pleine croissance. Abandonné quelques décennies plus tard, le lieu a servi à plusieurs fins, notamment comme boutique d'antiquités. Lorsque le magasin ferme ses portes, l'immeuble est acquis par Isabelle de Mévius qui veut en faire un centre d'exposition et un lieu de transmission culturelle. La transformation du bâtiment est confiée à Luc Laporte (1942-2012) en 2009. L'inauguration du Centre a lieu le 19 septembre 2013 et la première exposition débute le 23 octobre 2013.

## Architecture
Le bâtiment de trois étages s'inscrit dans la veine du Style Beaux-Arts qu'on retrouve à Montréal au début du XXe siècle. Imposante par son évocation d'un temple antique, la façade présente deux colonnes de style ionique en pierre calcaire, supportant un entablement et un fronton. La porte d'entrée en cuivre ouvragé est accessible par un perron de quelques marches. De vastes fenêtres éclairent l'intérieur. La restauration respecte le plan d'origine et utilise un mobilier qui rappelle la vocation initiale du lieu. Des éléments comme la chute à lettres extérieure, la voûte et sa porte blindée ont été conservés. Un escalier ajouré en acier relie les trois étages qui servent d'aires d'exposition.

## Expositions
Un des objectifs du 1700 La Poste est d'être « (...) un lieu qui ne soit ni une galerie, ni un centre d’art, ni un musée (...). Un lieu de diffusion où la discussion et la réflexion sur l’art soient aussi possibles. » Accessible gratuitement, il s'agit d'un « lieu d'exposition libre, ouvert au public et dédié à une génération de peintres, de sculpteurs et de graveurs âgés de 40 à 60 ans et donnant dans l'abstraction ou l'expressionnisme. » La Poste évolue depuis vers une approche poétique, philosophique et psychanalytique dans l’élaboration des expositions et des catalogues.
- Louis-Pierre Bougie : Un trait... Une œuvre. Gravures, dessins, peintures (du 23 octobre 2013 au 15 janvier 2014)[4]
- Violette Dionne Cocyte inc. (du 27 mars au 31 mai 2014)[5]
- Luc Laporte architecte. Réalisations et inédits (du 17 octobre 2014 au 17 janvier 2015)[6]
- Vladimir Velickovic (du 21 mars au 21 juin 2015)[7]
- Marc Garneau : une trajectoire. Œuvres choisies 1985-2015 (du 16 octobre au 20 décembre 2015)[8]
- Jean-Pierre Morin : Entre terre et ciel (du 18 mars au 19 juin 2016)[9]
- Les mythologies singulières : Claire Labonté, Anna Torma et Marigold Santos (du 7 octobre au 18 décembre 2016)[10]
- Vide et vertige : Ivan Binet, Jocelyne Alloucherie et Mathieu Cardin (du 24 mars au 18 juin 2017)[11]
- François Morelli (du 6 octobre 2017 au 7 janvier 2018)[12]
- Elly Strik (du 23 mars au 24 juin 2018)[13]
- Ed Pien (du 12 octobre 2018 au 20 janvier 2019)[14]
- Jean-Pierre Larocque (du 22 mars au 7 juillet 2019)[15]
- Les États Limites : Guy Langevin, Tracy Templeton et Ariane Fruit  (du 4 octobre 2019 au 5 janvier 2020)[16]
- Geneviève Cadieux (du 21 août 2020 au 20 décembre 2020)[17]
- Julie Ouellet (du 23 avril au 18 juillet 2021) [18]

Chaque exposition est accompagnée d'un catalogue sur les artistes, publié aux Éditions de Mévius.

## Galerie

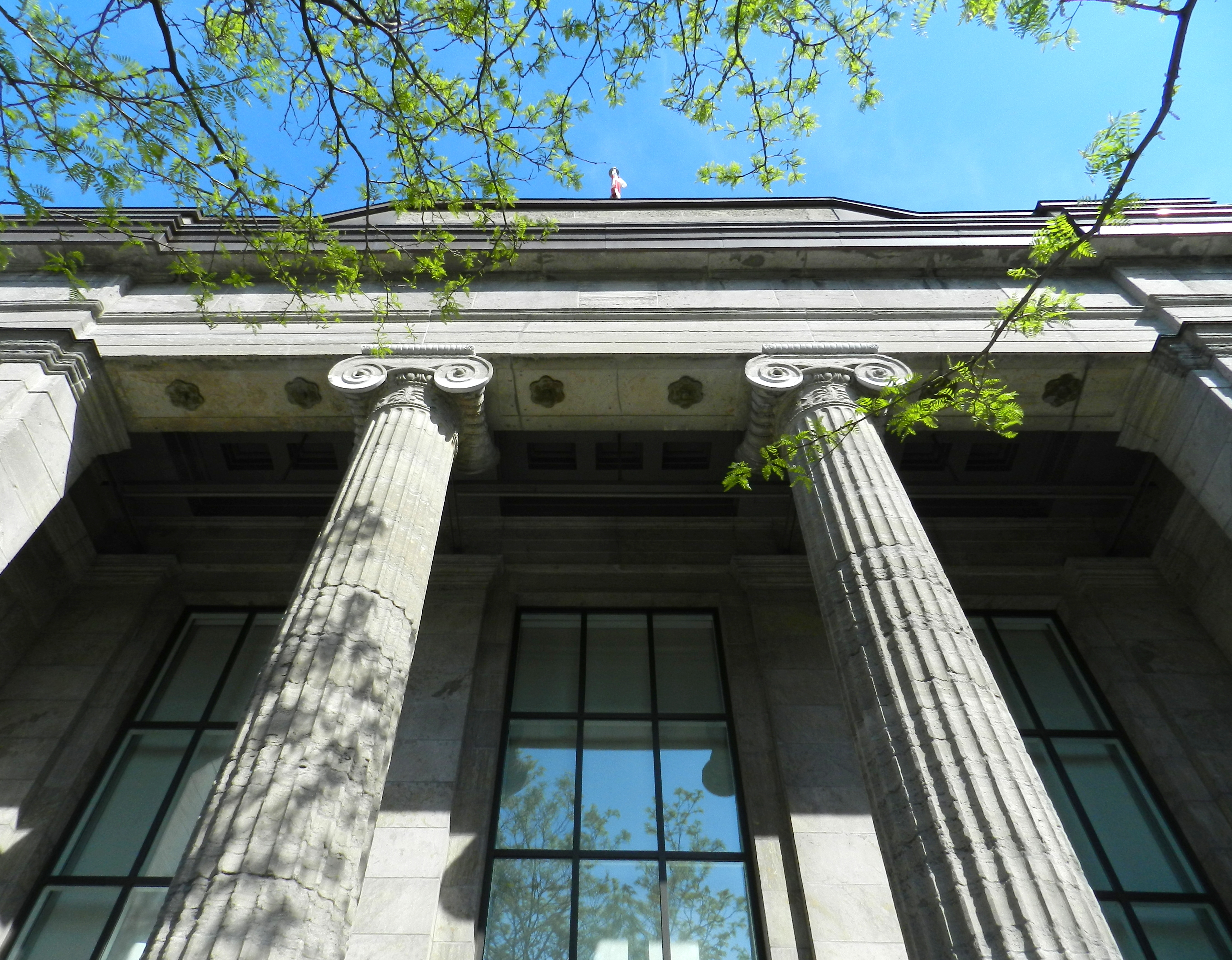
Façade avec les colonnes de style ionique
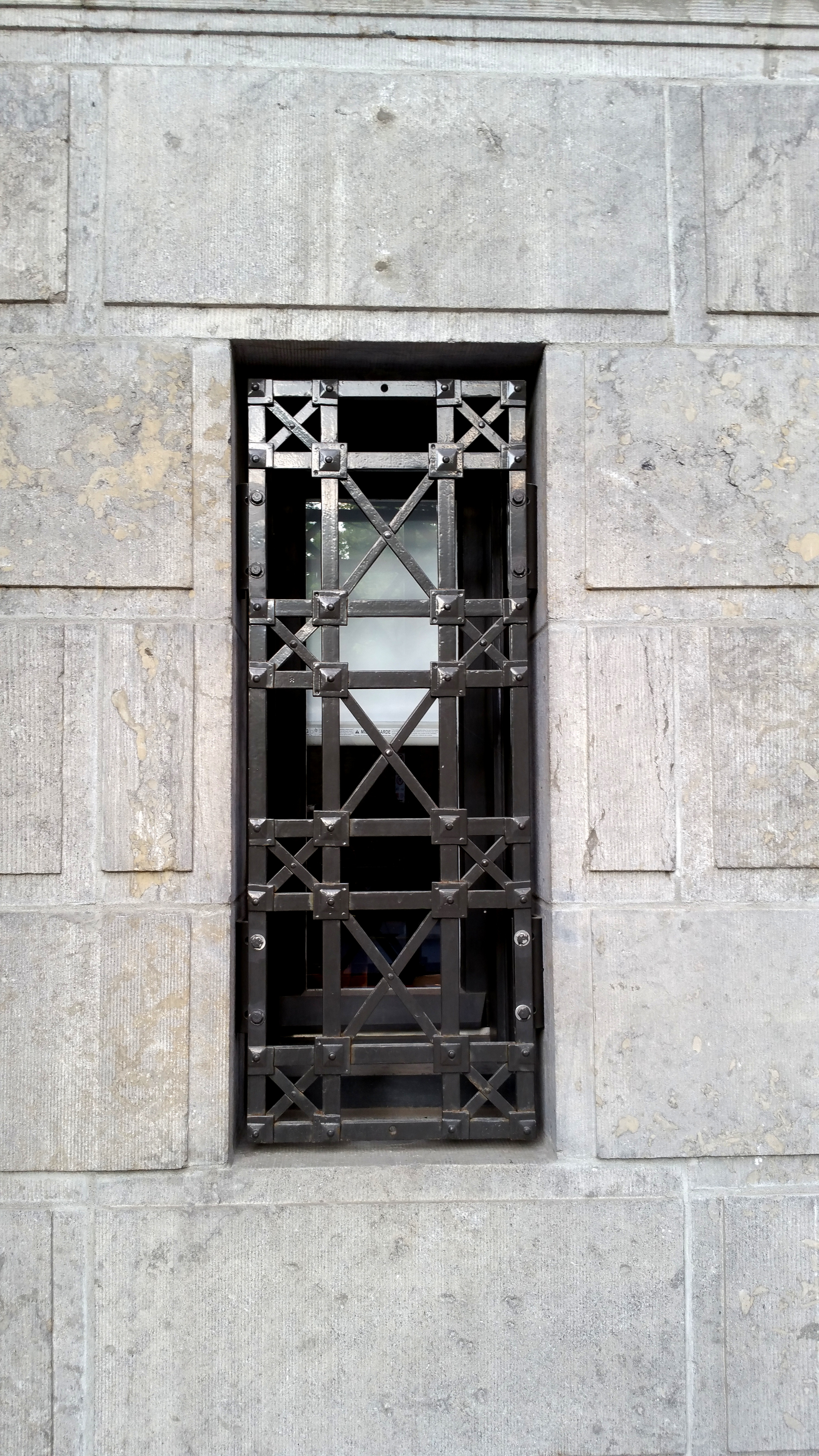
Fenêtre avec son grillage protecteur d'origine
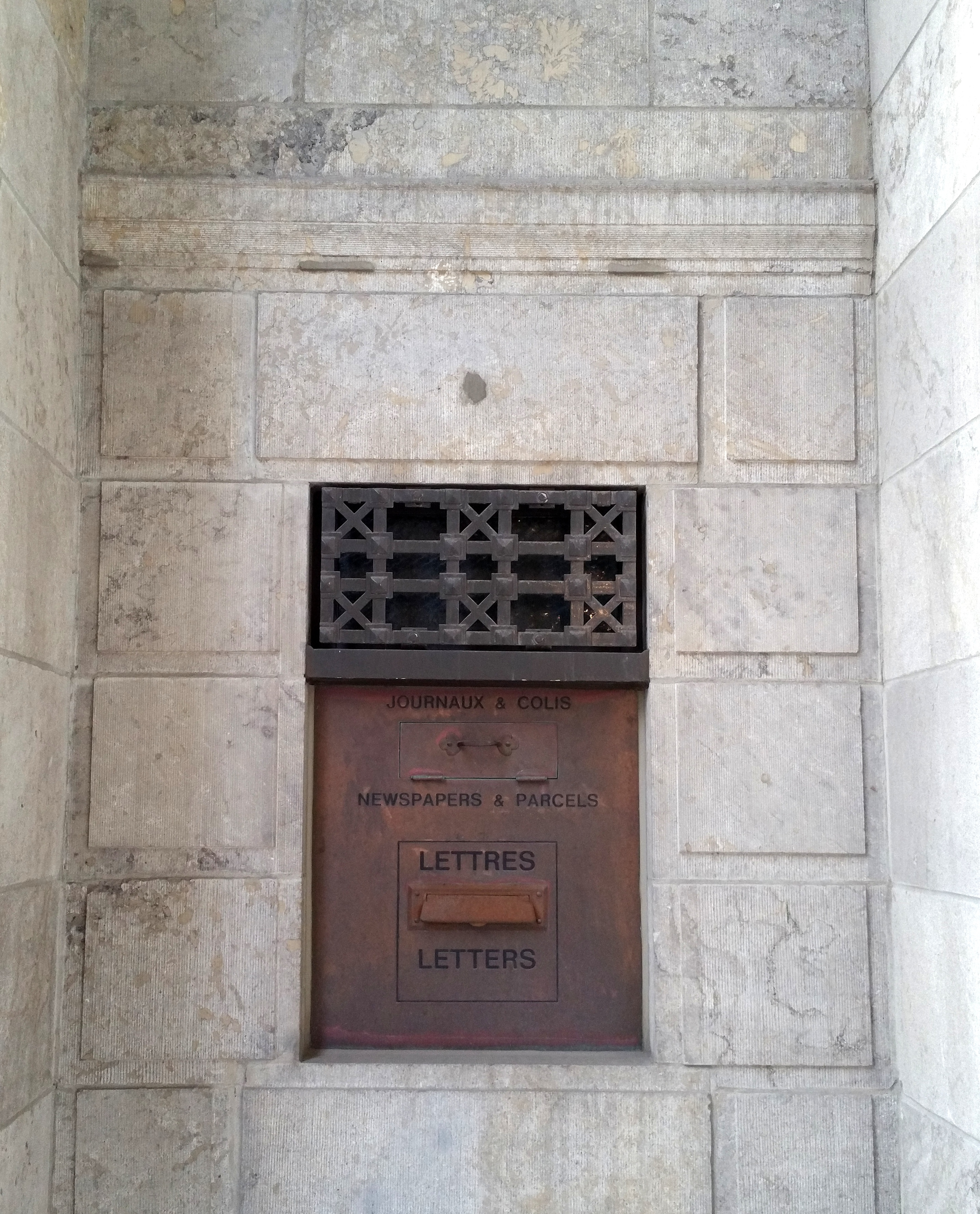
Chute à lettres